# Westfalenhallen
L'area fieristica WestfalenHallen è situata nel sud della città di Dortmund, in Germania, e comprende un complesso dedicato alla Fiera, ristoranti, Hotel e un'arena utilizzata per eventi e manifestazioni sportive.

## Storia
Il primo Westphalia Hall venne costruito nel periodo tra aprile a novembre 1925, in soli sette mesi, su suggerimento dell'architetto Hans Strobel. Originariamente le strutture vennero realizzate interamente in legno e, la sala principale, riusciva a contenere circa 15.000 persone, la più grande in Europa in quel periodo.
La struttura contiene diverse sale per banchetti, una scuola di equitazione e stalle per 400 cavalli. Nel 1927, nella sala maggiore, ci fu un memorabile incontro di boxe tra Max Schmeling e il campione belga Jean Delarge, in occasione dei campionati europei.
Durante la sua visita a Dortmund, nel 1932, Adolf Hitler tenne diversi incontri propagandistici proprio nella struttura Westphalia Hall. Dopo che i nazisti presero il potere, l'intera area venne spesso utilizzata per scopi di propaganda. All'inizio della guerra, con l'invasione della Polonia, la Wehrmacht confiscò le strutture, che vennero utilizzate come base strategica. L'esercito, in quel periodo, costruì delle nuove baracche circostanti per rinchiudere detenuti, soprattutto di origine polacca, russa e francese: la stima è di oltre 77.000 prigionieri, utilizzati in gran parte per i lavori forzati.
Il 23 maggio 1944 l'arena è stata distrutta da una bomba.
Il Giovedì santo del 2007, venne posta, nel parco circostante alla struttura, una lapide commemorativa a ricordo del campo di prigionia locale di Dortmund, dal sindaco Adolf Miksch.

## Concerti
Si sono esibiti nell'arena: ABBA, Pet Shop Boys, Bob Marley, Madonna, James Last, Paul McCartney, Pink Floyd, Iron Maiden, Tina Turner, Anastacia, Rolling Stones, Frank Zappa, Pink (cantante), Cher, Louis Armstrong, Frank Sinatra, The Kelly Family, U2, B.B. King, R.E.M., AC/DC, Scorpions, Queen, Red Hot Chili Peppers, Angerfist, Led Zeppelin, Duran Duran, Prince, Laura Pausini e i Ricchi e Poveri.